# Ménon III de Pharsale
Ménon III (en grec ancien : Mένων γʹ), également connu sous le nom de Ménon de Pharsale (né vers 423 av. J.-C. et mort vers 400 av. J.-C.), est un archonte et militaire thessalien originaire de la ville de Pharsale.
Fils d'Alexidamos, il est resté dans la postérité pour sa participation en tant que général à la tête de différents contingents de mercenaires grecs durant la marche des Dix-Mille (relatée dans l'Anabase de Xénophon), ainsi que pour son dialogue avec Platon retranscrit dans l'œuvre Ménon.

## Biographie

### Début et commandement de Ménon
Ménon est décrit (par Platon et Xénophon) comme ayant un physique relativement juvénile, n'ayant même pas encore de barbe à sa mort. Xénophon le décrit en revanche comme un jeune homme peu recommandable, ambitieux et malhonnête, prêt à commettre n'importe quelle injustice pour l'appât du gain, et immensément avide de richesse. 
Âgé d'une vingtaine d'années, il se voit donner le commandement d'une armée de 1000 hoplites et de 500 peltastes originaires de Thessalie engagés par Aristippe de Larissa pour aider Cyrus le Jeune dans sa tentative de s'emparer du trône perse de son frère Artaxerxès II, devenu roi à la mort de leur père Darius II. Cyrus rassemble alors des partisans ainsi que des mercenaires perses et grecs, dont Xénophon lui-même. Il trompe d'abord les Grecs sur le but de sa mission et les conduit jusqu'à Thapsaque sur l'Euphrate, avant de leur dire ses véritables intentions.
Ménon escorte avec une partie de ses troupes jusqu'en satrapie de Cilicie la reine de Cilicie Epyaxa. Il perd une centaine de soldats dans cette mission, soit tués par les Ciliciens à la suite de pillages, soit parce que perdus et errant jusqu'à ce qu'ils périssent.
À l'annonce aux grecs de Cyrus quant à son véritable but, Ménon comme les grecs sont consternés, certains exigent alors plus d'argent. Et Ménon persuade ses troupes de traverser l'Euphrate en premier avant les autres armées grecques. Un conflit éclate ensuite entre ses hommes et ceux du spartiate Cléarque (qui manque de peu de se faire lapider). Xénophon souligne alors le manque de maintien de discipline de Ménon (ce dernier participant même aux méfaits de ses troupes).

### La ruse et la trahison de Ménon

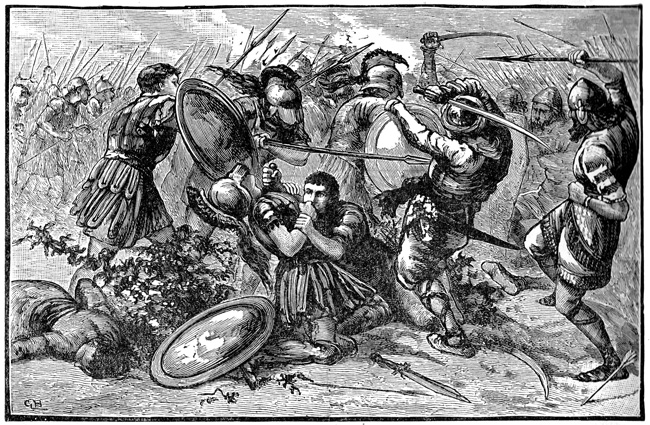
Représentation de la bataille de Counaxa, à laquelle Ménon participe.

Cyrus le Jeune s'engage contre les troupes d'Artaxerxès II dirigées par Tissapherne à la bataille de Counaxa, que le contingent grec gagne facilement, mais Cyrus est tué au combat.
Les troupes grecques, désormais dirigées par Cléarque, se considérant comme les vainqueurs, déclarent leur soutien à Ariaeus, l'un des commandants de Cyrus. Ce dernier, accompagné de Ménon, rencontre en privé Tissapherne. Ctésias écrit dans Persica que Tissapherne commence alors à comploter avec Ménon dans le but de trahir les troupes de Cléarque. Xénophon écrit, lui, que Cléarque pense que Ménon avait répandu des calomnies sur les Grecs dans l'oreille de Tissapherne et qu'il était conscient que Ménon complotait pour prendre le contrôle de l'armée de Cléarque avec la faveur de Tissapherne. Une trêve se conclut et ce dernier invite les généraux et officiers grecs à une réunion. Selon Ctesias, certains officiers grecs hésitent à participer à la réunion, mais sont convaincus par Ménon. Cléarque, avec quatre autres généraux (Agis d'Arcadie, Socrate d'Achaïe, Proxène de Boétie et Ménon), vingt officiers et quelque deux cents soldats visitent la tente de Tissapherne qui les trahit. Cléarque et les généraux sont capturés et tous les officiers et soldats sont exécutés. Les généraux sont alors emmenés à Artaxerxès et tous sont décapités, sauf Ménon qui est épargné.

### La disparition de Ménon
Diodore de Sicile explique que seul Ménon a été épargné car lui seul avait émis le désir de trahir les grecs. Selon Xénophon, il est maintenu en vie et torturé pendant un an avant d'être finalement également exécuté. Ctésias, à l'époque médecin d'Artaxerxès II, est témoin de certains des événements (par exemple, de s'occuper de Cléarque avant sa décapitation), et il peut donc être considéré comme plus fiable que Xénophon, qui, comme il l'admet lui-même , ne fait que répéter un rapport qu'il a entendu.

### Chez Platon
Ménon apparaît dans le dialogue platonicien éponyme en tant qu'invité d'Anytos accompagné d'un cortège considérable d'esclaves. Le séjour de Ménon à Athènes est court et Socrate mentionne que Ménon n'est pas en mesure de rester pour assister aux mystères. Le dialogue n'est probablement pas historique, mais doit avoir lieu en 402 av. J.-C., peu avant l'expédition perse de Ménon en 401 av. J.-C., alors qu'il est en route vers la Perse.
Socrate dit que Ménon est un ancien élève de Gorgias et qu'il effectue de nombreux discours sur la vertu devant un large public. Il demande à Socrate si la vertu peut être enseignée, apprise par l'expérience, ou vient sous une autre forme. Socrate ne sachant lui répondre, Ménon utilise sa méthode socratique pour poser un certain nombre de questions et susciter une réflexion plus approfondie sur le sujet. Platon s'oppose à cette notion en pensant qu'il doit y avoir un point commun à la vertu chez tous les peuples. Les deux sont alors amenés à des problèmes épistémologiques complexes de connaissance, d'apprentissage et de mémoire.

## Famille

### Mariage et enfants
De son mariage avec une femme inconnue, il eut :
- Korragos[19].

Il est probablement le grand-père de Menon, général pro-athénien en -323.  

### Sources anciennes
- Xénophon, Anabase, I.2, I.4-5, I.7-8, II.1-2 & II.4-6.
- Ctésias, Persica, §64 & §68-69.
- Plutarque, Vie d'Artaxerxès.
- Diodore de Sicile, Bibliothèque historique XIV.19.8 & XIV.27.2.
- Platon, Ménon.